# Sergio Galarza
Sergio Daniel Galarza Soliz (ur. 25 sierpnia 1975 w La Paz) – boliwijski piłkarz występujący na pozycji bramkarza.

## Kariera klubowa
Galarza zawodową karierę rozpoczynał w 1997 roku w zespole Real Santa Cruz. Jego barwy reprezentował przez 3 sezony. W 2000 roku odszedł do ekipy Blooming, w której spędził jeden. W 2001 roku został z kolei graczem Bolívaru i w tym samym roku zdobył z nim Puchar Boliwii.
W 2002 roku Galarza przeszedł do drużyny Jorge Wilstermann. W tym samym roku dotarł z nią do finału Pucharu Boliwii, jednak Jorge Wilstermann przegrał tam 0:2 z Oriente Petrolero. W Jorge Wilstermann spędził 4 sezony. W 2006 roku podpisał kontrakt z Oriente Petrolero. Również tam występował przez 4 sezony, w tym czasie rozgrywając tam 130 spotkań.
W 2010 roku Galarza odszedł do Guabiry, a w 2011 roku wrócił do Blooming.

## Kariera reprezentacyjna
W reprezentacji Boliwii Galarza zadebiutował w 1999 roku. W tym samym roku został powołany do kadry na Puchar Konfederacji. Nie zagrał na nim jednak w żadnym meczu, a Boliwia odpadła z niego po fazie grupowej. W 1999 roku wziął również udział w Copa América. Na tamtym turnieju, zakończonym przez Boliwię na fazie grupowej, nie wystąpił jednak ani razu. Podobnie było na Copa América 2004, kiedy to Galarza nie zagrał w żadnym spotkaniu, a Boliwia odpadła z turnieju po fazie grupowej.
W 2007 roku Galarza po raz trzeci uczestniczył w Copa América. Na tamtym turnieju, zakończonym przez Boliwię na fazie grupowej, wystąpił w pojedynkach z Wenezuelą (2:2) i Urugwaju (0:1).